# 군통구

군통구의 위치

군통구(중국어: 觀塘區, 병음: Guān táng qū, Kwun Tong District)는 홍콩의 18개 구의 하나로, 가우룽에 위치한다. 면적은 11.05km2이고 인구는 2006년 기준으로 587,423명이다. 3번째로 인구가 많은 구인 반면에 주민의 수입은 평균 이하이다.
인구 밀도가 52,123/km2으로 가장 높은 구이나, 또한 홍콩의 가장 큰 공업 지역의 하나이다. 환경 오염, 빈곤, 고령화가 문제되고 있다. 2001년의 통계 수치에 따르면 빈곤층의 비율은 22.5%, 노년층의 비율은 15.5%였다. 게다가 군통 구에는 홍콩에서 가장 많은 124,803명에 이르는 빈곤층이 살고 있다.
군통 구는 군통(觀塘, Kwun Tong), 응아우타우콕(牛頭角, Ngau Tau Kok), 가우룽 만(九龍灣, Kowloon bay), 싸우마우핑(秀茂坪, Sau Mau Ping), 야우통(油塘, Yau Tong), 레이위문(鯉魚門, Lei Yue Mun) 등의 지구를 포함한다.